# Batalla de Guadalacete
La batalla de Guadalacete, de Guadacelete o de Guazalete enfrentó, en el año 854, a la unión conjunta de los reinos astur y pamplonés unida a la población sublevada de Toledo en contra de las tropas del emir Muhammad I de Córdoba. Según Eduardo Manzano Moreno la batalla tuvo lugar en el actual término municipal de Villaminaya. Este historiador solo menciona a un único rey cristiano, Ordoño I de Asturias.

## Historia
A la muerte del Emir Abderramán II en el año 852, la población toledana se sublevó como ya lo había hecho en otras ocasiones anteriores. Según Eduardo Manzano Moreno, lo que movía a los toledanos a rechazar la soberanía del emir de Córdoba eran» «las imposiciones fiscales... [y] la resistencia a recibir gobernadores que no hubieran sido aprobados por la ciudad». «Que lograran resistir asedios o que sólo aceptaran negociar bajo ciertas condiciones muestra hasta qué punto la comunidad toledana, profundamente arabizada y, en buena medida, islamizada, estaba unida y cohesionada». Para asegurar el triunfo de la rebelión los toledanos llamaron en su ayuda al rey del Reino de Asturias Ordoño I. Así es como se produjo la batalla que acabó con un resonante triunfo para el emir cordobés, aunque, como ha señalado Manzano Moreno, «no acabó con el foco de revuelta en la ciudad».
Así relató lo acontecido Ibn Jaldún, que se informó en las crónicas del siglo X:

Los toledanos pidieron la ayuda del Rey de Galicia y del Rey de los Vascones, que acudieron a liberarlos con la ayuda de la gente de la ciudad. El ejército de Toledo formado por la unión del pueblo toledano y los reinos cristianos, viendo al del emir (muy reducido), salieron a los márgenes del río Guadalacete y combatieron con fervor derrotando al emir. Éste se retrajo hasta tierras más al sur, siendo seguido por el ejército de Toledo que cayó en una emboscada, ya que el grueso del ejército árabe estaba esperando ese movimiento. Todo esto produjo una matanza de más de ocho mil almas, dando la victoria al imperio musulmán y aplastando así la rebelión de Toledo.